# Swietłana Mastierkowa
Swietłana Mastierkowa, ros. Светлана Александровна Мастеркова (ur. 17 stycznia 1968 w Aczyńsku) – rosyjska lekkoatletka, specjalizująca się w biegach na średnich dystansach.
Dwukrotna mistrzyni olimpijska z Atlanty (1996) w biegach na 800 i 1500 m. W mistrzostwach świata w Sewilli (1999) zdobyła złoto na 1500 i brąz na 800 m. Była również mistrzynią Europy na 1500 m (1998), wicemistrzynią świata w hali na 800 m (1993) oraz brązową medalistką halowych mistrzostw Europy w biegu na 800 m (1996).
Jest aktualną rekordzistką świata w biegu ma 1000 m, a do 2019 roku była nią również w biegu na 1 milę.